# Nancy Wake
Nancy Grace Augusta Wake (Wellington, Nueva Zelanda, 30 de agosto de 1912-Londres, Reino Unido, 7 de agosto de 2011), conocida simplemente como Nancy Wake (o con los apellidos de sus maridos como Nancy Forward o Nancy Fiocca o por el alias «Rata blanca») sirvió como espía británica durante el final de la Segunda Guerra Mundial. Se convirtió en una figura destacada en los grupos maquis de la resistencia francesa y llegó a ser la mujer del bando aliado con más condecoraciones militares, con distinciones como la Legión de Honor, la medalla de la Resistencia, la George Medal o la Medalla de la Libertad.

## Biografía

### Infancia y juventud
Nancy Grace Augusta Wake nació el 30 de agosto de 1912 en Roseneath, Wellington, Nueva Zelanda. Era la más joven de seis hermanos. En 1914, cuando tenía dos años, su familia se mudó a Sídney, Australia y se asentaron en North Sydney. Más tarde, su padre, Charles Wake, regresó a Nueva Zelanda y nunca volvió a Sídney, dejando a su madre, Ella Wake (1874-1968), sola para criar a los hijos.
En Sídney, asistió a la North Sydney Girls High School. A la edad de 16 años, huyó de su casa y trabajó como enfermera. Con 200 libras que había recibido como herencia de una tía, viajó a Nueva York y después a Londres, donde se formó como periodista. En la década de 1930, trabajó en París. Más tarde, trabajó para Hearst Corporation como corresponsal europea. Fue testigo del ascenso al poder de Adolf Hitler y vio la violencia contra judíos, gitanos, negros y los manifestantes en las calles de París y Viena.

### Segunda Guerra Mundial
En 1937, conoció al rico industrial francés Henri Edmond Fiocca (1898-1943), con quien contrajo matrimonio el 30 de noviembre de 1939. Nancy vivía en Marsella cuando Alemania invadió el país. Después de la caída de Francia en la década de 1940, se convirtió en mensajera de la Resistencia francesa y más tarde se unió a la red de huida del capitán Ian Garrow. La Gestapo le puso el apodo de «Ratón blanco». La resistencia francesa tuvo que ser muy cuidadosa con sus misiones, ya que su vida estaba en peligro constante debido a que la Gestapo había intervenido su teléfono e interceptado su correo.
En 1943, fue la persona más buscada por la Gestapo y ofrecieron 5 millones de francos como recompensa. Cuando la red fue traicionada en diciembre de 1943, tuvo que huir de Marsella. Su marido, Henri Fiocca, se quedó allí hasta que más tarde, sin que Wake lo supiera, fuera capturado, torturado y ejecutado por la Gestapo el 16 de octubre de ese mismo año. Nancy no tuvo conocimiento de su muerte hasta que la guerra hubo terminado. Fue arrestada en Toulouse, pero fue liberada cuatro días después. En su sexto intento, consiguió cruzar los Pirineos en dirección a España.
Después de llegar a Gran Bretaña, Wake se unió a la Dirección de Operaciones Especiales y en la noche del 29 al 30 de abril de 1944 regresó a la Francia ocupada, lanzándose en paracaídas en la Auvernia para servir de enlace entre Londres y el grupo local de maquis encabezado por el capitán Henri Tardivat. Coordinó la actividad de la resistencia antes del desembarco de Normandía y reclutó a otros miembros. También dirigió ataques contra las instalaciones alemanas y el cuartel general local de la Gestapo en Montluçon. A partir de abril de 1944 hasta la liberación completa de Francia, sus 7000 maquis lucharon contra 22.000 soldados de las SS, provocando 1400 víctimas, al tiempo que sufrieron 100 bajas. Sus compañeros franceses, especialmente Henri Tardivat, elogiaron su espíritu de lucha, ampliamente demostrado cuando asesinó a un guardia de las SS con sus propias manos para impedir que diera la alarma durante una redada. Durante una entrevista televisiva de 1990, cuando se le preguntó qué le había pasado al guardia que la vio, Wake simplemente pasó su dedo por la garganta. En otra ocasión, para reemplazar los códigos de su operador telefónico que había tenido que destruir tras un ataque alemán, Wake recorrió en bicicleta más de 800 kilómetros a través de varios puntos de control alemanes.

### Después de la guerra
Inmediatamente después de la guerra, Nancy Wake fue galardonada con la George Medal en 1945, la Medalla de la Libertad de Estados Unidos, la Médaille de la Résistance y tres veces la Croix de Guerre. No recibió ninguna condecoración de Australia o Nueva Zelanda. También se enteró de que la Gestapo había torturado a su marido hasta la muerte en 1943, por negarse a revelar su paradero. Después de la guerra, trabajó para el Departamento de Inteligencia en el Ministerio del Aire británico unido a las embajadas de París y Praga. Se casó por segunda vez en 1957, con John Melvin Forward, un expiloto de combate australiano de la Royal Air Force.
Wake se presentó como candidata del Partido Liberal de Australia en las elecciones federales de Australia de 1949 para el escaño de Sídney por la división de Barton, compitiendo contra Herbert Vere Evatt, entonces fiscal general y ministro de relaciones exteriores en el gobierno del laborista Ben Chifley. Mientras Chifley perdió el gobierno en favor de Robert Menzies, Wake registró una oscilación del 13 por ciento contra Evatt, aunque Evatt retuvo el escaño con un 53,2 por ciento de votos por las bases del voto por preferencia de dos partidos. Wake concurrió de nuevo en las elecciones federales de 1951 contra Evatt. En este momento, Evatt resultó diputado líder de la oposición. El resultado fue muy estrecho, sin embargo Evatt conservó el escaño con un margen de menos de 250 votos. Evatt aumentó ligeramente su margen en elecciones posteriores, antes de trasladarse a la más segura división de Hunter en 1958.
Wake abandonó Australia poco después de las elecciones de 1951 y se trasladó a trabajar a Europa, aunque regresó a Australia con su segundo marido, John Forward, en la década de 1960. Manteniendo su interés por la política, aprobaron a Wake como candidata liberal en las elecciones federales de 1966 para la división de Kingsford Smith de Sídney. A pesar de registrar una variación del 6,9 por ciento frente al candidato laborista, de nuevo Wake no obtuvo el escaño.
Alrededor de 1985, Nancy y John abandonaron Sídney para retirarse a Port Macquarie. Nancy fue nombrada Caballero de la Legión de Honor en 1970 y fue promovida a Oficial en 1988. En 1985, Wake publicó su autobiografía, titulada The White Mouse (El Ratón blanco). El libro se convirtió en un best seller y se ha reimpreso muchas veces desde entonces.
Su esposo, John Forward, falleció en Port Macquarie el 19 de agosto de 1997. La pareja no tuvo hijos. Más tarde, Nancy salió de Australia por última vez y emigró a Londres. En 2001, el autor australiano Peter Fitzsimons escribió una biografía completa sobre Wake llamada Nancy Wake, A Biography of Our Greatest War Heroine (Nancy Wake, una biografía de nuestra heroína de guerra más grande) y también se convirtió en un best-seller.
Inicialmente Nancy se negó a las ofertas de las condecoraciones de Australia y afirmó que «La última vez que hubo una sugerencia del gobierno les dije que podían meter sus medallas por donde el mono se metió las nueces. La cosa es que si ahora me dieron una medalla, no es por amor así que no quiero nada de ellos».
En febrero de 2004, fue nombrada Compañero de la Orden de Australia. En abril de 2006, fue galardonada por la Royal New Zealand Returned and Services' Association con su más alto honor, la RSA Badge in Gold. Las medallas de Wake se exhiben en la galería de la Segunda Guerra Mundial en el Australian War Memorial en Canberra.
Estuvo viviendo en The Royal Star and Garter Home un hogar para excombatientes en Richmond (Londres). Falleció el 7 de agosto de 2011, a los 98 años de edad, en el Hospital Kingston de Londres después de ser ingresada con una infección en el pecho. Según sus deseos, sus restos mortales fueron incinerados y esparcidos en Montluçon (Francia).

## Condecoraciones
| Galón                                     | Autoridad expendedora     | Descripción                     | Fecha de concesión      | Notas/cita |
| ----------------------------------------- | ------------------------- | ------------------------------- | ----------------------- | --- |
| Ribbon of the AC                          | Mancomunidad de Australia | Orden de Australia              | 22 de febrero de 2004   | El premio reconoce la significativa contribución y compromiso de Nancy Wake, fruto de sus destacadas acciones en tiempo de guerra, en el fomento de la apreciación y conocimiento de la comunidad de los sacrificios pasados hechos por los hombres y mujeres australianos en época de conflicto y por un posterior legado de paz. |
| Ribbon of the GM                          | Reino Unido               | George Medal                    | 17 de julio de 1945     | FANY: Operaciones especiales en Francia. |
| Ribbon of the 1939-1945 Star              | Mancomunidad de Naciones  | Estrella de 1939-45             |                         | |
| Ribbon of the France & Germany Star       | Mancomunidad de Naciones  | Estrella de Francia y Alemania  |                         | Con barra. |
| Ribbon of the Defence Medal               | Reino Unido               | Medalla de la Defensa           |                         | Con barra. |
| Ribbon of the War Medal                   | Reino Unido               | Medalla de la Guerra 1939-1945  |                         | |
| Ribbon of the Legion of Honor - Chevalier | Francia                   | Caballero de la Legión de Honor | 1970                    | |
| Ribbon of the Legion of Honor - Officier  | Francia                   | Oficial de la Legión de Honor   | 1988                    | |
| Ribbon de la croix de guerre              | Francia                   | Croix de Guerre                 |                         | Con dos palmas y estrella. |
| Ribbon of the PMOF                        | Estados Unidos            | Medalla de la Libertad          |                         | Con palma de bronce. (Solo se emitieron 987 con palma de bronce durante la Segunda Guerra Mundial). |
| Ribbon de la Médaille de la Résistance    | Francia                   | Médaille de la Résistance       |                         | |
|                                           | Nueva Zelanda             | Badge In Gold                   | 15 de noviembre de 2006 | Royal New Zealand Returned and Services' Association. |